# Helen Horton
Helen Horton (* 21. November 1923 in Chicago, Illinois; † 28. September 2007 in England, Vereinigtes Königreich) war eine US-amerikanische Theater- und Filmschauspielerin.

## Leben
Helen Horton studierte an der Northwestern University Theaterschauspiel. Ab 1945 lebte sie für einige Jahre als Theaterschauspielerin in New York City. In den 1950er Jahren zog sie mit ihrem Ehemann Hamish Thomson nach England in die Nähe von London und es begannen regelmäßige Auftritte in Filmen und Fernsehserien. 1974 spielte sie im experimentellen Sci-Fi-Film Phase IV mit. 1979 war ihre Stimme als Bordcomputer Mutter in Alien – Das unheimliche Wesen aus einer fremden Welt zu hören. Bei Superman III – Der stählerne Blitz spielte sie Miss Henderson. 1999 spielte sie ihre letzte Rolle in einer Folge der Comedy-Serie Polterguests.
Aus der Ehe mit Hamish Thomson ging ein Sohn, der spätere Musiker und Schauspieler Jamie Thomson hervor. Hortons Enkelin Lily James ist ebenfalls Schauspielerin.

## Filmografie (Auswahl)
- 1953: Sie fanden eine Heimat (Unser Dorf)
- 1956: Panzerschiff Graf Spee (The Battle of the River Plate)
- 1957: Die Frau meiner Sehnsucht (Let's Be Happy)
- 1957: Das Zeichen des Falken (The Mark of the Hawk)
- 1960: Vertraue keinem Fremden (Never Take Sweets from a Stranger)
- 1969: Der gefährlichste Mann der Welt (The Chairman)
- 1972: Mord nach Mass (Endless Night)
- 1974: Phase IV
- 1979: Alien – Das unheimliche Wesen aus einer fremden Welt (Alien, Stimme)
- 1983: Superman III – Der stählerne Blitz (Superman III)
- 1984: Auf Messers Schneide (The Razor's Edge)
- 1985: Der Aufpasser (Minder, Fernsehserie, 1 Folge)
- 1990: Bullseye – Der wahnwitzige Diamanten Coup (Bullseye!)
- 1991: Spatz (Fernsehserie, eine Folge)
- 1991: Van der Valk (Fernsehserie, eine Folge)
- 1992: Agatha Christie’s Poirot (Fernsehserie, 1 Folge)
- 1995: The Bill (Fernsehserie, 1 Folge)
- 1999: Polterguests (Fernsehserie, eine Folge)